# Oqgul Omonmurodova
Oqgul Omonmurodova, auch Akgul Amanmuradova (* 23. Juni 1984 in Taschkent), ist eine usbekische Tennisspielerin.

## Karriere
Omonmurodova, die vorzugsweise auf Hartplatz spielt, begann im Alter von neun Jahren mit dem Tennissport und bevorzugt Hartplätze.
Im Jahr 2001 spielte Omonmurodova erstmals für die usbekische Fed-Cup-Mannschaft; ihre Fed-Cup-Bilanz weist bislang 45 Siege bei 42 Niederlagen aus.
2008 erzielte sie mit Platz 50 im Einzel ihre bislang beste Notierung in der WTA-Weltrangliste. Im Januar 2010 erreichte sie im Doppel-Ranking sogar Platz 36.
Sie begann ihre Profikarriere im Jahr 2000 beim WTA-Turnier in Taschkent (Kategorie: International). 2005 erreichte sie dort erstmals ein Endspiel auf der Tour, das sie gegen Michaëlla Krajicek 0:6, 6:4, 3:6 verlor. 2009 gelang ihr in ihrer Heimat erneut der Finaleinzug, diesmal setzte es eine Niederlage gegen Shahar Peer (3:6, 4:6).
Ihren ersten WTA-Titel konnte sie 2009 beim Rasenturnier in Eastbourne feiern. Mit ihrer Doppelpartnerin Ai Sugiyama gewann sie das Endspiel gegen die Paarung Rennae Stubbs/Samantha Stosur in zwei glatten Sätzen.
Ihren ersten größeren Erfolg im Einzel feierte sie 2010 in Cincinnati (Kategorie: Premier 5), wo sie als Qualifikantin das Achtelfinale erreichte und die topgesetzte Jelena Janković ausschaltete, ehe sie im Viertelfinale Ana Ivanović mit 1:6 und 3:6 unterlag. Noch im selben Jahr stand sie bei den WTA-Turnieren in Taschkent und in Moskau jeweils im Viertelfinale. In Moskau erreichte sie im Doppel zusammen mit der Bulgarin Darja Kustawa sogar das Halbfinale.
An der Seite von Su-wei Hsieh verpasste sie 2011 beim Sandplatzturnier in Barcelona gegen Vladimíra Uhlířová/Natalie Grandin knapp den Finaleinzug, ehe sie im Endspiel von Straßburg zusammen mit Chuang Chia-jung, einer weiteren Spielerin aus Taiwan, gegen ebendiese Paarung ihren zweiten WTA-Titel sicherte. Bei den US Open erreichte sie im Einzel die dritte Runde und in Taschkent an der Seite von Alexandra Panowa ein weiteres Halbfinale im Doppel.
Anschließend bestritt sie einige ITF-Turniere, ehe sie sich 2012 beim WTA-Turnier in Pattaya an der Seite von Kimiko Date-Krumm mit einem Halbfinaleinzug erfolgreich auf der Tour zurückmeldete. Der Rest der Saison verlief bis auf ein Viertelfinale in Båstad (mit Kateryna Bondarenko) und dem erneuten Halbfinale in Taschkent (mit Witalija Djatschenko) eher bescheiden.
2013 stand sie dann beim WTA-Turnier von Pattaya im Finale, in dem sie sich zusammen mit Panowa allerdings Date-Krumm und Casey Dellacqua deutlich geschlagen geben musste. Nach den French Open legte Omonmurodova bis zum Jahresende eine Pause ein.

## Turniersiege

### Einzel
| Nr. | Datum             | Turnier | Kategorie   | Belag     | Finalgegnerin          | Ergebnis      |
| --- | ----------------- | ------- | ----------- | --------- | ---------------------- | ------------- |
| 1.  | 6. April 2003     | Mumbai  | ITF $10.000 | Hartplatz | Rushmi Chakravarthi    | 6:4, 3:6, 7:5 |
| 2.  | 21. Juni 2003     | Incheon | ITF $10.000 | Hartplatz | Chin-Bee Khoo          | 7:5, 6:1      |
| 3.  | 9. November 2003  | Mumbai  | ITF $25.000 | Hartplatz | Isha Lakhani           | 6:2, 6:3      |
| 4.  | 16. November 2003 | Pune    | ITF $10.000 | Hartplatz | Meghha Vakaria         | 7:5, 6:3      |
| 5.  | 22. August 2004   | Coimbra | ITF $10.000 | Hartplatz | Irina Kotkina          | 6:2, 6:3      |
| 6.  | 31. Oktober 2004  | Pune    | ITF $10.000 | Hartplatz | Rushmi Chakravarthi    | 6:0, 7:65     |
| 7.  | 5. Dezember 2004  | Bangkok | ITF $10.000 | Hartplatz | Napaporn Tongsalee     | 6:2, 6:3      |
| 8.  | 25. März 2007     | Mumbai  | ITF $25.000 | Hartplatz | Stefanie Vögele        | 6:0, 7:5      |
| 9.  | 31. Mai 2014      | Buxoro  | ITF $25.000 | Hartplatz | Weronika Kapschaj      | 6:3, 7:5      |
| 10. | 1. September 2019 | Almaty  | ITF W25     | Hartplatz | Walerija Juschtschenko | 6:4, 6:2      |

### Doppel
| Nr. | Datum            | Turnier    | Kategorie         | Belag             | Partnerin                     | Finalgegnerinnen                            | Ergebnis          |
| --- | ---------------- | ---------- | ----------------- | ----------------- | ----------------------------- | ------------------------------------------- | ----------------- |
| 1.  | 8. Dezember 2002 | Pune       | ITF $10.000       | Hartplatz         | Kateryna Bondarenko           | Sania Mirza Radhika Tulpule                 | 6:4, 7:61         |
| 2.  | 15. Februar 2003 | Chennai    | ITF $10.000       | Hartplatz         | Ivanna Isroilova              | Rushmi Chakravarthi Sai-Jayalakshmy Jayaram | 6:4, 6:1          |
| 3.  | 5. April 2003    | Mumbai     | ITF $10.000       | Hartplatz         | Chin-Bee Khoo                 | Rushmi Chakravarthi Sai-Jayalakshmy Jayaram | 6:2, 6:2          |
| 4.  | 26. Juni 2004    | Alkmaar    | ITF $10.000       | Sand              | Kika Hogendoorn               | Kelly De Beer Eva Pera                      | 6:2, 6:2          |
| 5.  | 21. August 2004  | Coimbra    | ITF $10.000       | Hartplatz         | Irina Kotkina                 | Sarah Raab Sandra Volk                      | 2:6, 6:1, 6:1     |
| 6.  | 30. Oktober 2004 | Pune       | ITF $10.000       | Hartplatz         | Sai-Jayalakshmy Jayaram       | Wilawan Choptang Thassha Vitayaviroj        | 6:3, 4:6, 6:3     |
| 7.  | 6. November 2004 | Mumbai     | ITF $25.000       | Hartplatz         | Sai-Jayalakshmy Jayaram       | Marina Abramović Hana Šromová               | 4:6, 6:4, 6:4     |
| 8.  | 4. Dezember 2004 | Bangkok    | ITF $10.000       | Hartplatz         | Napaporn Tongsalee            | Hwang I-hsuan Nudnida Luangnam              | 6:4, 6:4          |
| 9.  | 27. Mai 2005     | Phuket     | ITF $25.000       | Hartplatz         | Napaporn Tongsalee            | Monique Adamczak Annette Kolb               | 6:1, 6:1          |
| 10. | 25. März 2007    | Mumbai     | ITF $25.000       | Hartplatz         | Nina Brattschikowa            | Olga Panowa Stefanie Vögele                 | 6:2, 6:3          |
| 11. | 19. Juni 2009    | Eastbourne | WTA Premier       | Rasen             | Ai Sugiyama                   | Samantha Stosur Rennae Stubbs               | 6:4, 6:3          |
| 12. | Juli 2009        | Cuneo      | ITF $100.000      | Sand              | Darja Kustawa                 | Petra Cetkovská Mathilde Johansson          | 5:7, 6:1, [10:7]  |
| 13. | 21. Mai 2011     | Straßburg  | WTA International | Sand              | Chuang Chia-jung              | Natalie Grandin Vladimíra Uhlířová          | 6:4, 5:7, [10:2]  |
| 14. | 3. November 2012 | Barnstaple | ITF $75.000       | Hartplatz (Halle) | Wesna Dolonz                  | Aljaksandra Sasnowitsch Diāna Marcinkēviča  | 6:3, 6:1          |
| 15. | 14. Juli 2017    | Moskau     | ITF $25.000       | Sand              | Walentina Jurjewna Iwachnenko | Ilona Kremen Iryna Schymanowitsch           | 6:4, 6:2          |
| 16. | 23. Juni 2018    | Klosters   | ITF $25.000       | Sand              | Ekaterine Gorgodse            | Lucie Hradecká Yūki Naitō                   | 6:2, 6:3          |
| 17. | 2. November 2019 | Nantes     | ITF W60           | Hartplatz (Halle) | Ekaterine Gorgodse            | Jana Sisikowa Vivian Heisen                 | 7:62, 6:3         |
| 18. | 29. Mai 2021     | Liepaja    | ITF $25.000       | Sand              | Walentina Jurjewna Iwachnenko | Valentini Grammatikopoulou Schalimar Talbi  | 6:4, 3:6, [13:11] |

## Abschneiden bei Grand-Slam-Turnieren

### Einzel
| Turnier         | 2005 | 2006 | 2007 | 2008 | 2009 | 2010 | 2011 | 2012 | 2013 | 2014 | 2015 | Karriere |
| --------------- | ---- | ---- | ---- | ---- | ---- | ---- | ---- | ---- | ---- | ---- | ---- | -------- |
| Australian Open | —    | 2    | Q1   | 1    | 2    | 1    | 1    | Q1   | 2    | Q1   | Q2   | 2        |
| French Open     | —    | Q1   | 2    | 2    | 2    | 3    | 1    | Q2   | Q1   | —    | Q1   | 3        |
| Wimbledon       | —    | Q2   | Q3   | 1    | 1    | 1    | 1    | 1    | —    | —    | Q1   | 1        |
| US Open         | Q1   | Q1   | Q1   | 1    | Q1   | 2    | 3    | 1    | —    | Q1   | —    | 3        |

Zeichenerklärung: S = Turniersieg; F, HF, VF, AF = Einzug ins Finale / Halbfinale / Viertelfinale / Achtelfinale; 1, 2, 3 = Ausscheiden in der 1. / 2. / 3. Hauptrunde; Q1, Q2, Q3 = Ausscheiden in der 1. / 2. / 3. Runde der Qualifikation; n. a. = nicht ausgetragen

### Doppel
| Turnier         | 2008 | 2009 | 2010 | 2011 | 2012 | 2013 | Karriere |
| --------------- | ---- | ---- | ---- | ---- | ---- | ---- | -------- |
| Australian Open | —    | 2    | 1    | 1    | 1    | 1    | 2        |
| French Open     | 1    | 1    | 1    | 1    | 2    | —    | 2        |
| Wimbledon       | AF   | 1    | AF   | 1    | 1    | —    | AF       |
| US Open         | 1    | 1    | 1    | 2    | 1    | —    | 2        |

### Mixed
| Turnier         | 2009 | 2010 | Karriere |
| --------------- | ---- | ---- | -------- |
| Australian Open | —    | AF   | AF       |
| French Open     | —    | AF   | AF       |
| Wimbledon       | —    | —    | —        |
| US Open         | 1    | —    | 1        |